# Neomegamphopus hiatus
Neomegamphopus hiatus är en kräftdjursart som beskrevs av J. L. Barnard och Thomas 1987. Neomegamphopus hiatus ingår i släktet Neomegamphopus och familjen Neomegamphopidae. Inga underarter finns listade i Catalogue of Life.